# J.P. Manoux
J.P. Manoux, właśc. Jean-Paul Christophe Manoux (ur. 8 czerwca 1969 we Fresno) – amerykański aktor. Największą sławę przyniosły mu dwie role w jednym serialu (Filip z przyszłości) – Curtisa oraz wicedyrektora szkoły Neila Hacketta.

## Filmografia
| Role główne       | Role główne                                   | Role główne              | Role główne |
| Rok               | Tytuł                                         | Rola                     | Uwagi       |
| ----------------- | --------------------------------------------- | ------------------------ | ----------- |
| 2009–nadal        | Aaron Stone                                   | S.T.A.N.                 |             |
| 2008              | Tajmiaki                                      | Pan Tolkan               |             |
| Role drugoplanowe |                                               |                          |             |
| Rok               | Tytuł                                         | Rola                     | Uwagi       |
| 2007              | Transformers                                  | Świadek                  |             |
| 2007              | Wpadka                                        | Dr Angelo                |             |
| 2005              | Wyspa                                         | Siedem-Foxtrot           |             |
| 2004              | On, ona i dzieciaki                           | Steve                    |             |
| 2004              | Eurotrip                                      | Mężczyzna udający robota |             |
| 2004              | Scooby-Doo 2: Potwory na gigancie             | Scooby Brainiac          |             |
| 2004              | Pojutrze                                      | Kamerzysta L.A.          |             |
| 2004              | Poznaj moich rodziców                         | Policjant                |             |
| 2003              | Raperzy z Malibu                              | Gary                     |             |
| 1999              | Austin Powers: Szpieg, który nie umiera nigdy | French Bellhop           |             |
| Role gościnne     |                                               |                          |             |
| Rok               | Tytuł                                         | Rola                     | Uwagi       |
| 2007              | Detektyw Monk                                 | Jacob Posner             |             |
| 2006              | Hoży doktorzy                                 | Charlie                  |             |
| 2004–2006         | Filip z przyszłości                           | Curtis, Neil Hackett     |             |
| 2005              | Jak poznałem waszą matkę                      | Not Moby                 |             |
| 2004              | Tajemnice Smallville                          | Edgar Cole               |             |
| 2003              | Czarodziejki                                  | Stanley                  |             |
| 2002              | Sabrina, nastoletnia czarownica               | Stan                     |             |
| 2002              | Świat nonsensów u Stevensów                   | Shorty                   |             |
| 2001              | Nash Bridges                                  | Gene Bacon               |             |
| 2000              | Anioł ciemności                               | Pomocnik nurka           |             |
| 2000              | The Drew Carey Show                           | Malcolm                  |             |
| 1998–1999         | Ja się zastrzelę                              | Glenn                    |             |
| 1998              | Trzecia planeta od Słońca                     | Urzędnik                 |             |
| 1996–2008         | Ostry dyżur                                   | Dr Dustin Crenshaw       |             |
| Głos i dubbing    |                                               |                          |             |
| Rok               | Tytuł                                         | Rola                     | Uwagi       |
| 2008              | Piorun                                        | Tom                      | Głos        |
| 2006–2008         | Nowa szkoła króla                             | Kuzko                    | Głos        |
| 2002              | Scooby-Doo                                    | Scrappy Rex              | Głos        |
| 2001              | Café Myszka                                   | Kuzko                    | Głos        |

## Gry video
- 2006 – Kingdom Hearts II
- 2000 – Nowe szaty króla